# Camponotus benguelensis
Camponotus benguelensis är en myrart som beskrevs av Santschi 1911. Camponotus benguelensis ingår i släktet hästmyror, och familjen myror. Inga underarter finns listade.